# Джеймс Флінн (академік)
Джеймс Роберт Флінн (28 квітня 1934  –  11 грудня 2020) — новозеландський філософ моралі та дослідник розвідки американського походження. Флінн народився у Вашингтоні, округ Колумбія, здобув освіту в Чиказькому університеті, а в 1963 році емігрував до Данідіна, де він викладав державознавство в Університеті Отаґо. Він став відомим завдяки своїм публікаціям про постійне зростання показників IQ по всьому світу, що зараз називають «ефектом Флінна». Окрім наукової роботи, протягом усього життя він відстоював соціал-демократичну політику.

## Молодість і освіта
Джеймс народився в ірландсько-американській громаді у Вашингтоні, округ Колумбія, 28 квітня 1934 року. Його батьки були американцями ірландського походження з Міссурі. Його батько, Джозеф, у віці 12 років покинув офіційну школу, щоб працювати на фабриці, а згодом став «запеклим» журналістом і редактором. Флінн описав свого батька як «завзятого читача», який пишався тим, що розгадав кросворд часопису «New York Times» ручкою замість олівця. Батько Флінна читав йому класичні твори в дитинстві, і Флінн сказав, що в дитинстві він був «оточеним хорошою літературою». Як наслідок, Флінн став завзятим читачем, згодом у житті написав книгу про світову літературу, а у своїй промові на вступі 2010 року закликав випускників вчитися, читаючи «твори великої літератури».  Його мати, Мей, була офісним працівником і домогосподаркою, яка отримала освіту вчительки.  Він мав брата Джозефа, який згодом став хіміком. 
Вихований католиком, Флінн був хористом у Вашингтоні, округ Колумбія, у соборі Святого Апостола Матвія та відвідував католицькі приватні школи Святого Павла та Святого Іоанна. Флінн відмовився від католицької релігії у віці 12 років після того, як виграв повний комплект Усесвітньої енциклопедії книг у міському конкурсі та прочитав наукові пояснення створення Всесвіту, які суперечили його креаціоністській освіті. Своє неприйняття католицизму та расові погляди своїх батьків він вважав причиною формування своїх світських, соціалістичних поглядів на расову та соціальну рівність.  Флінн описував себе як «атеїста, наукового реаліста, соціал-демократа». 
Протягом усього життя Флінн був конкурентоспроможним бігуном, що бігав для своєї середньої школи та коледжу й заробив шість медалей США з бігу протягом свого життя. 
У 1950-х роках Флінн отримав стипендію в Чиказькому університеті, де спочатку мав намір вивчати вищу математику або теоретичну фізику, «оскільки вони, здавалося, створюють найскладніші проблеми для вирішення»,  однак закінчив вивченням моральної та політичної філософії, поле з більш практичним застосуванням.  Протягом усього життя Флінн був «палким демократичним соціалістом»  і «лівою людиною», у коледжі приєднався до Соціалістичної партії Америки, а після закінчення навчання став активістом громадянських прав.  Під час роботи над докторською дисертацією він був співголовою політичних дій університетського відділення NAACP, де працював над ініціативами соціального житла.  Його докторська дисертація мала назву «Етика та сучасний соціолог». 
На протесті проти сегрегації в парку Глен Ехо в Меріленді він познайомився зі своєю дружиною-адвокаткою, чия родина була активною в Комуністичній партії США. На той час йому було 26 років, а їй 17. Згодом його дружина розповідала, що Флінн «відповідав усьому списку якостей, які я хотіла бачити у чоловікові і які я записала у своєму щоденнику ще у віці 15 років»: він був високим, розумним, смішним, дотримувався лівих політичних поглядів, міг протистояти своїй матері й мав роботу з пенсією. Вона тричі робила йому пропозицію: перші два рази він відмовив через її молодий вік, а вже третю пропозицію прийняв.  Згодом подружжя назвало свого старшого сина, професора математики Оксфордського університету Віктором Флінном, на честь соціаліста Юджина Віктора Дебса. Також у пари народилася дочка, яка стала клінічною психологинею. 

## Рання кар'єра
Отримавши докторський ступінь у 1958 році у віці 24 років, Флінн викладав в Університеті Східного Кентуккі в Річмонді, штат Кентуккі, де він очолював місцеве відділення Конгресу расової рівності (CORE), організації з громадянських прав на півдні США. За свою антисеграційну діяльність він отримав вирок від мера Річмонда та університету та був звільнений з посади тренера університету.  У 1961 році він залишив Кентуккі, щоби викладати у Вісконсино-Вайтвотерському Університеті, а потім у Лейк-Форестському коледжі у Чикаго , звідки його звільнили за читання лекцій із соціальної медицини, працював активістом миру та будучи членом Соціалістичної партії. 
За словами самого Флінна, на початку 1960-х років в Америці його постійно звільняли за соціал-демократичну політику. Через це, у 1963 році, у віці 29 років, він емігрував із сім'єю до Нової Зеландії, де викладав в Кентерберійському університеті у Крайстчерчі та залишався віддалено активним в американському русі за громадянські права. У Новій Зеландії Флінн продовжував агітувати людей за ліві ідеї й консультував лейбористського прем'єр-міністра Нормана Кірка з питань зовнішньої політики. Він був членом антивоєнного комітету у В'єтнамі та читав лекції проти розповсюдження ядерної зброї.  У 1967 році він приєднався до Отазького Університету в Данідині як фундаментальний професор політичних досліджень і керівник кафедри політики університету.  У 1973 році Флінн опублікував працю «Гуманізм та ідеологія: аристотелівський погляд». 

## Дослідження IQ та ефект Флінна
У 1978 році, працюючи над спростуванням класичного расизму для майбутньої книги про «гуманні ідеали», Флінн прочитав статтю педагогічного психолога Берклі Каліфорнійського університету Артура Дженсена 1969 року «Наскільки ми можемо підвищити IQ і шкільну успішність?», який стверджував, що чорні люди отримали нижчі результати за тестами IQ, ніж білі, через генетичні відмінності між расами. 
Флінн спочатку планував витратити лише кілька сторінок своєї книги, щоб спростувати роботу Дженсена. Вивчивши історичні тести IQ, Флінн помітив, що хоча тести IQ завжди були відкалібровані таким чином, щоб оцінка «100» була середньою, фактичні необроблені результати показали, що продуктивність людей у тестах IQ покращилася з часом. Флінн підрахував, що середньостатистичний американець у 1900 році набрав би 67 балів за версією IQ-тестів, проведених у 2000 році, результат, який свідчив про розумові вади.  Оскільки таке підвищення показників IQ лише за кілька поколінь не могло бути спричиненим генетичною еволюцією, Флінн дійшов висновку, що збільшення мало бути викликано змінами чинників навколишнього середовища, що рівень IQ більше залежить від середовища, ніж від генетики. 
У своїй засадній книзі «Раса, IQ і Дженсен» 1980 року, Флінн стверджував, що підвищення IQ з часом і відмінності в показниках між групами чорних та білих людей, було викликано не генетичними, довколишніми фактори. 
У 1984 році він опублікував статтю «Середній коефіцієнт інтелекту американців: величезні успіхи з 1932 по 1978 рік», в якій досліджував результати тестів Стенфорд-Біне та Векслера, і повідомив, що середні показники IQ американців зросли на 13,8 пунктів за 46 років, майже на повне стандартне відхилення.
У відповідь на критику, яка припускала, що підвищення IQ можна пояснити підвищенням рівня освіти (на відміну від вродженого інтелекту), Флінн дослідив результати прогресивних матриць IQ тестів Равена, які використовують візуальні шаблони, а не слова, щоб оцінити плинний інтелект або «вирішування проблем на місці», незалежно від освітніх чи культурних відмінностей серед учасників тестування. Такі невербальні тести можна використовувати для порівняння різних груп населення, як-от бушменів та інуктунців . У 1987 році Флінн опублікував «Масове підвищення рівня IQ у 14 країнах: що насправді вимірюють тести IQ», у якому виявилося, що показники IQ у 14 країнах, виміряні за допомогою Равенських тестів, зросли від 5 до 25 пунктів.  Підвищення результатів тестування було постійним і приблизно лінійним з перших років до теперішнього часу. Для тесту прогресивної матриці Рейвена порівнювали суб'єкти, які народилися протягом сторічного періоду в Де-Мойні, штат Айова, та окремо в Дамфрісі, Шотландія. Покращення були напрочуд послідовними протягом усього періоду в обох країнах. Цей ефект очевидного підвищення IQ також спостерігався в інших частинах світу, хоч темпи зростання й відрізняються.
У 1994 році психолог Гарвардського університету Річард Хернстайн і державознавець Американського інституту підприємництва Чарльз Мюррей опублікували надзвичайно суперечливу книгу «Крива дзвоника: інтелект і класова структура в американському житті», в якій обговорювалися дослідження Флінна та назвали підвищення IQ «ефектом Флінна». Хоч Флінн часто сперечався з Дженсеном і Мюрреєм, він захищав їх від звинувачень у расизмі й між ними було взаємне захоплення..
Флінн вірив у расову рівність. Він виступав за відкриті наукові дебати щодо суперечливих тверджень суспільствознавства і критично ставився до придушення досліджень раси та інтелекту. Він закликав тих, хто вірить у расову рівність, використовувати переконливі докази для підтвердження своїх переконань. Флінн не вірив у існування генетичних відмінностей в інтелекті між расами; він стверджував, що на інтелект впливають фактори середовища, які співвідносяться із соціально-економічним статусом. 
«Ефект Флінна» — це значне та тривале підвищення результатів тестів на інтелект, які вимірюють у багатьох частинах світу. Коли IQ-тести спочатку стандартизуються за допомогоюзразка учасників тестування, середнє значення результатів приймається за 100, а стандартне відхилення — за 15 балів IQ. Коли тести переглядають, їх знову стандартизують з використанням нового зразка учасників, що зазвичай народилися раніше, ніж перший. Знову ж таки, середній результат встановлено на 100. І коли нові випробувані складають старі тести, майже в кожному випадку їхні середні бали значно перевищують 100.
Флінн отримав міжнародне визнання за свій ефект, який став широко визнаним психологами та був задокументований у багатьох країнах розвиненого світу та кількох країнах, що розвиваються, надто швидкими та драматичними, щоб бути викликаними змінами в генах і кореляцією зі змінами навколишнього середовища, як-от модернізацією та покращенням освіти.  Хоча Флінн не був першим, хто задокументував збільшення IQ або критикував тести, міжнародна дискусія та визнання цього явища викликали значну переоцінку дослідниками тестів IQ та природи людського інтелекту. 
Існують численні запропоновані пояснення ефекту Флінна, а також певний скептицизм щодо його наслідків. Повідомлялося про подібні покращення для інших когнітивних функцій, як-от семантична та епізодична пам'ять. Недавні дослідження показують, що ефект Флінна міг закінчитися принаймні в кількох розвинених країнах, можливо, дозволивши національним відмінностям у балах IQ зменшитися, якщо ефект Флінна продовжиться в країнах з нижчим середнім національним IQ.
Сам Флінн разом з колегою Вільямом Діккенсом запропонував пояснення, що вказує на двосторонній причинно-наслідковий зв'язок між коефіцієнтом інтелекту та довкіллям: когнітивно складне середовище підвищує рівень інтелекту людини, а крім того, високий індивідуальний коефіцієнт підвищує ймовірність того, що індивід самостійно обере або буде відібраним до когнітивно складнішого середовища.

## Пізніша кар'єра
Викладаючи в Отаго в 1990-х роках, Флінн став одним із засновників політичних партій NewLabour і Alliance. Він невдало балотувався як кандидат від Альянсу в Палату представників Нової Зеландії на загальних виборах у виборчому окрузі Dunedin North у 1993, 1996 election та 2005. 2008 року він виконував обов'язки прес-секретаря Альянсу з питань фінансів та оподаткування. 
У 1996 році Флінн залишив посаду голови політичного факультету Університету Отаго, а 1997 року він став почесним професором на факультетах політики та психології. 
У 1999 році Флінн переніс операцію раку кишечника, ремісія якого тривала двадцять років.
Стаття 1999 року, опублікована в журналі American Psychologist, узагальнила більшість його досліджень до того моменту. Стосовно ймовірної генетичної неповноцінності темношкірих за тестами IQ, він викладає аргументи та докази для такого переконання, а потім оскаржує кожен пункт. Він інтерпретує прямі докази — коли чорношкірі виховуються в менш несприятливих умовах — як припущення про те, що середні групові відмінності пояснюються факторами середовища. І все ж він стверджує, що екологічне пояснення набуло сили після відкриття того, що показники IQ з часом зростали. Різниця в IQ між поколіннями серед білих і між різними націями була більшою, ніж розрив IQ між чорними та білими, і не могла бути пояснена генетичними факторами, які, за словами вчених, на яких він посилається, повинні були знизити IQ. У цій та пізніших роботах він стверджував, що різницю в балах IQ між чорношкірими та білими можна загалом пояснити факторами довкілля, якщо «середнє середовище для чорношкірих у 1995 році відповідає якості середнього середовища для білих у 1945 році».
У 2000 році Флінн опублікував свою найважливішу книгу «Як захистити гуманні ідеали», яку він присвятив своїй дружині і яка була «перекалібруванням» «сучасного арістотелізму» його попередньої роботи 1973 року «Гуманізм та ідеологія».
У 2006 році разом з економістом Інституту Брукінґса Вільямом Т. Діккенсом Флінн опублікував «Темношкірі американці зменшують розрив у расовому IQ: докази стандартизованих зразків», у якому стверджується, що різниця в показниках IQ між чорними та білими зменшилася на чотири-сім пунктів між 1972 та 2002 роками, висновок, оскаржений Дженсеном і суперечливим психологом Університету Онтаріо Дж. Філіпом Раштоном . 
Фліннова книга 2007 року «Що таке інтелект? Поза Флінновим ефектом», був присвячений Дженсену та переглянув і розширив його попередні роботи 1980-х років. 
Протягом 2007 року нове дослідження перепису населення Нової Зеландії 2006 року показало, що кожна жінка без вищої освіти народила в середньому 2,57 дитини, порівняно з 1,85 дитини у жінок з вищою освітою. У липні 2007 року часопис «The Sunday Star-Times» процитував Флінна, який сказав, що Нова Зеландія ризикує мати менш розумне населення і що «постійна генетична тенденція, яка знижує генетичну якість фізіології мозку, зрештою матиме певний вплив». Він посилався на пропозиції гіпотетичних євгеністів щодо зміни тенденції, включаючи якийсь оральний контрацептив «у водопостачанні та … протиотруту» для зачаття. Пізніше Флінн висловив свої власні погляди на телевізійній програмі Close Up в інтерв'ю з Полом Генрі, припустивши, що «Sunday Star-Times» сильно спотворила його думку. У статті Флінн стверджував, що він ніколи не збирався сприймати його пропозицію серйозно, оскільки він сказав це лише для ілюстрації конкретного моменту.
Флінн продовжував викладати і був плідним автором у своєму подальшому житті, видаючи майже книгу щороку протягом останнього десятиліття на низку тем.  Флінн написав безліч книг. Його дослідницькі інтереси включали гуманні ідеали та ідеологічні дебати, класику політичної філософії, расу, клас та IQ (див. раса та інтелект). Його книги поєднували політичну та моральну філософію з психологією, щоб досліджувати такі проблеми, як виправдання гуманних ідеалів і те, чи є сенс ранжувати раси та класи за заслугами.  Незважаючи на успіх своєї роботи над IQ, Флінн вважав себе передусім філософом, який просто взяв «відпустку» в психології. 
Книга 2008 року «Куди поділися всі ліберали? Раса, клас та ідеали в Америці» стверджувала, що американський лібералізм втратив свій шлях у відповідь на панікізм американського консерватизму. 
У 2010 році Флінн опублікував «Список смолоскипів: Навколо світу в 200 книгах», у якому проаналізовано світову літературу та запропоновано, що людина може навчитися більше, читаючи чудові літературні твори, ніж навчаючись в університеті. 
У 2012 році Флінн видав три книги. У «Чи стаємо ми розумнішими? Зростання IQ у двадцять першому столітті» він підсумував свою минулу роботу з IQ і відповів на критику, зокрема щодо екологічних причин розриву IQ раси та статі. У «За межами патріотизму: від Трумена до Обами» він вже критикує зовнішню політику США та пропонує людям ставити вірність світовій спільноті вище національної вірності. Насамкінець у книзі «Доля та філософія: подорож великими питаннями життя», він обговорює науку, етику, релігію та волю. 
У липні 2012 року кілька засобів масової інформації повідомили, що Флінн сказав, що жінки вперше за століття перевершили чоловіків у тестах IQ на основі дослідження, яке він провів у 2010 році. Однак Флінн заявив, що засоби масової інформації сильно спотворили його результати та вийшли за межі його висновків, показавши, що він натомість виявив те, що відмінності між чоловіками та жінками в одному конкретному тесті, прогресивних матрицях Ворона, стали мінімальними в п'яти модернізованих країнах (тоді як до 1982 року жінки мали значно нижчі бали). Жінки, стверджував він, наздогнали чоловіків у цих країнах в результаті контакту з сучасністю, увійшовши в професії та отримавши більший доступ до освіти. Таким чином, каже він, якщо повністю врахувати ефект Флінна, то подолання розриву між жінками і чоловіками призвело до того, що в результаті вони підвищили свій рівень IQ трохи швидше, ніж чоловіки. Флінн раніше задокументував таку саму тяжіння серед етнічних меншин та інших уразливих груп. За словами Флінна, статі «абсолютно рівні за когнітивними факторами… у їхній здатності впоратися з використанням логіки в абстрактних проблемах Рейвена», але ця темпераментна різниця в тому, як хлопчики та дівчата складають тести, ймовірно, пояснює крихітну причину. коливання середніх балів, а не будь-яка різниця в інтелектуальних здібностях.
Виступ Флінна на TED у 2013 році «Чому наш рівень IQ вищий, ніж у наших бабусь і дідусів», переглянули мільйони разів. 
У 2016 році Флінн опублікував книгу «No Place to Hide: Climate Change: A short introduction for New Zealanders», у якій він виступав за кліматичну інженерію як спосіб відтерміувати наслідки зміни клімату, доки не стане доступною відновлювана енергія . 
У 2019 році Флінну повідомили, що його остання книга під назвою «На захист свободи слова: Університет як цензор», в якій досліджується, чи продовжують сучасні університети розвивати вільне дослідження та критичне мислення, не буде опубліковано англійським видавництвом Emerald Group Publishing . який раніше прийняв його та запланував до публікації. Дарма що Флінн заявив, що він лише узагальнює позиції інших, з якими він не згоден, книга спочатку вважалася надто підбурювальною, щоб її опублікувати. Десятки науковців, зокрема Мюррей, виступили на захист Флінна, а видавець із США Academica Press пізніше опублікував книгу під назвою «Книга, надто ризикована для публікації: свобода слова та університети».  У передмові Флінн заявив, що Emerald вважав це надто суперечливим відповідно до законів Сполученого Королівства про ворожнечу, оскільки намір не має значення, якщо вважається ймовірним що «в результаті роботи можна розпалити расову ненависть».
Він став почесним членом Психологічного товариства Нової Зеландії, а в 1998 році отримав його спеціальну нагороду.  У 2002 році він був нагороджений золотою медаллю університету за видатні кар'єрні дослідження. У 2007 році він став почесним учасником Міжнародного товариства дослідження розвідки . Він отримав почесний ступінь доктора наук Університету Отаго в 2010 році.  Він був членом Королівського товариства Нової Зеландії і в 2011 році отримав медаль Аронуї,  Почесний запрошений науковий співробітник Інституту Гувера, почесний запрошений доповідач Корнельського університету та почесний співробітник Психометричного центру Кембриджського університету .  Флінн був членом редакційної ради <u>Intelligence</u> та членом Почесної міжнародної консультативної редакційної ради Mens Sana Monographs. 
Флінн пішов на пенсію у 2020 році. У нього повернувся рак, і того травня йому зробили операцію на печінці. Дружина Флінна описала його останній рік як «важкий».  11 грудня 2020 року Флінн помер від раку кишки в селищі для престарілих Іветт Вільямс у Данідіні у віці 86 років. 

## Часткова бібліографія
- Humanism and Ideology: an Aristotelian View. London and Boston: Routledge and Kegan Paul. 1973. ISBN 978-0-7100-7442-3.
- Race, IQ and Jensen. London and Boston: Routledge & Kegan Paul. 1980. ISBN 978-0-7100-0651-6. — Reviews the debate, as of 1980, about the research of Arthur Jensen and his critics.
- Flynn, James R. (1984). The Mean IQ of Americans: Massive Gains 1932 to 1978 (PDF). Psychological Bulletin. 95: 29—51. doi:10.1037/0033-2909.95.1.29.
- Flynn, James R. (March 1987). Massive IQ Gains in 14 Nations: What IQ Tests Really Measure (PDF). Psychological Bulletin. 101 (2): 171—191. doi:10.1037/0033-2909.101.2.171.
- Asian Americans : Achievement Beyond IQ. Hillsdale, N.J.: L. Erlbaum Associates. 1991. ISBN 978-0-8058-1110-0.
- Flynn, James R. (1998). IQ Gains over Time: Toward Finding the Causes. У Neisser, Ulric (ред.). The Rising Curve: Long-Term Gains in IQ and Related Measures. Washington (DC): American Psychological Association. с. 25–66. ISBN 978-1-55798-503-3.
- Flynn, James R. (1999). Searching for Justice: The Discovery of IQ Gains over Time (PDF). American Psychologist. 54 (1): 5—20. doi:10.1037/0003-066X.54.1.5.
- Flynn, James R. (2000). IQ Gains, WISC Subtests and Fluid g: g Theory and the Relevance of Spearman's Hypothesis to Race. У Bock, Gregory; Goode, Jamie; Webb, Kate (ред.). The Nature of Intelligence (Novartis Foundation Symposium 233). Chichester: Wiley. с. 202–227. ISBN 978-0471494348.
- Flynn, James R. (2000). IQ Trends over Time: Intelligence, Race, and Meritocracy. У Arrow, Kenneth; Bowles, Samuel; Durlauf, Steven (ред.). Meritocracy and Economic Inequality. Princeton (NJ): Princeton University Press. с. 35&–60. ISBN 978-0-691-00468-6.
- How to defend humane ideals: substitutes for objectivity. Lincoln, Neb.: University of Nebraska Press. 2000. ISBN 978-0-8032-1994-6.
- Dickens, W. T.; Flynn, J. R. (2001). Heritability estimates versus large environmental effects: The IQ paradox resolved (PDF). Psychological Review. 108 (2): 346—369. CiteSeerX 10.1.1.139.2436. doi:10.1037/0033-295X.108.2.346. PMID 11381833.
- Flynn, James R. (2009). What Is Intelligence: Beyond the Flynn Effect (вид. expanded paperback). Cambridge: Cambridge University Press. ISBN 978-0-521-74147-7.
  - C Shalizi (27 квітня 2009). What Is Intelligence? Beyond the Flynn Effect. University of Michigan (Review). Архів оригіналу за 14 червня 2010.
- Flynn, James R. (2008). Where Have All the Liberals Gone?: Race, Class, and Ideals in America. Cambridge, UK and New York: Cambridge University Press. ISBN 978-0-521-49431-1.
- The Torchlight List: Around the World in 200 Books. New Zealand: Awa Press. 2010. ISBN 978-0-9582916-9-9.
- Flynn, James R. (2012). Are We Getting Smarter? Rising IQ in the Twenty-First Century. Cambridge: Cambridge University Press. ISBN 978-1-107-60917-4.
  - Winerman, Lea (March 2013). Smarter than ever?. Monitor on Psychology. 44 (3): 30.
- Fate & Philosophy: A Journey through Life's Great Questions. New Zealand: Awa Press. 2012. ISBN 978-1-877551-32-1.
- Flynn, James R. (2013). Intelligence and Human Progress: The Story of What was Hidden in our Genes (вид. l). Elsevier Inc. ISBN 9780124170186.
- Flynn, James R. (2019). A Book Too Risky to Publish: Free Speech and Universities (вид. l). Academica Press. ISBN 9781680532043.